# Eiði
Eiði es un pueblo y un municipio del norte de las Islas Feroe en la isla Eysturoy. En 2011, el municipio tiene una población estimada, de acuerdo al Departamento de Estadística de las Islas Feroe, de 670 habitantes, la mayoría de los cuales vive en la capital municipal.
| Localidad | Hab. (2011) |
| --------- | ----------- |
| Eiði      | 609         |
| Ljósá     | 30          |
| Svínáir   | 31          |
| TOTAL     | 670         |

## Geografía

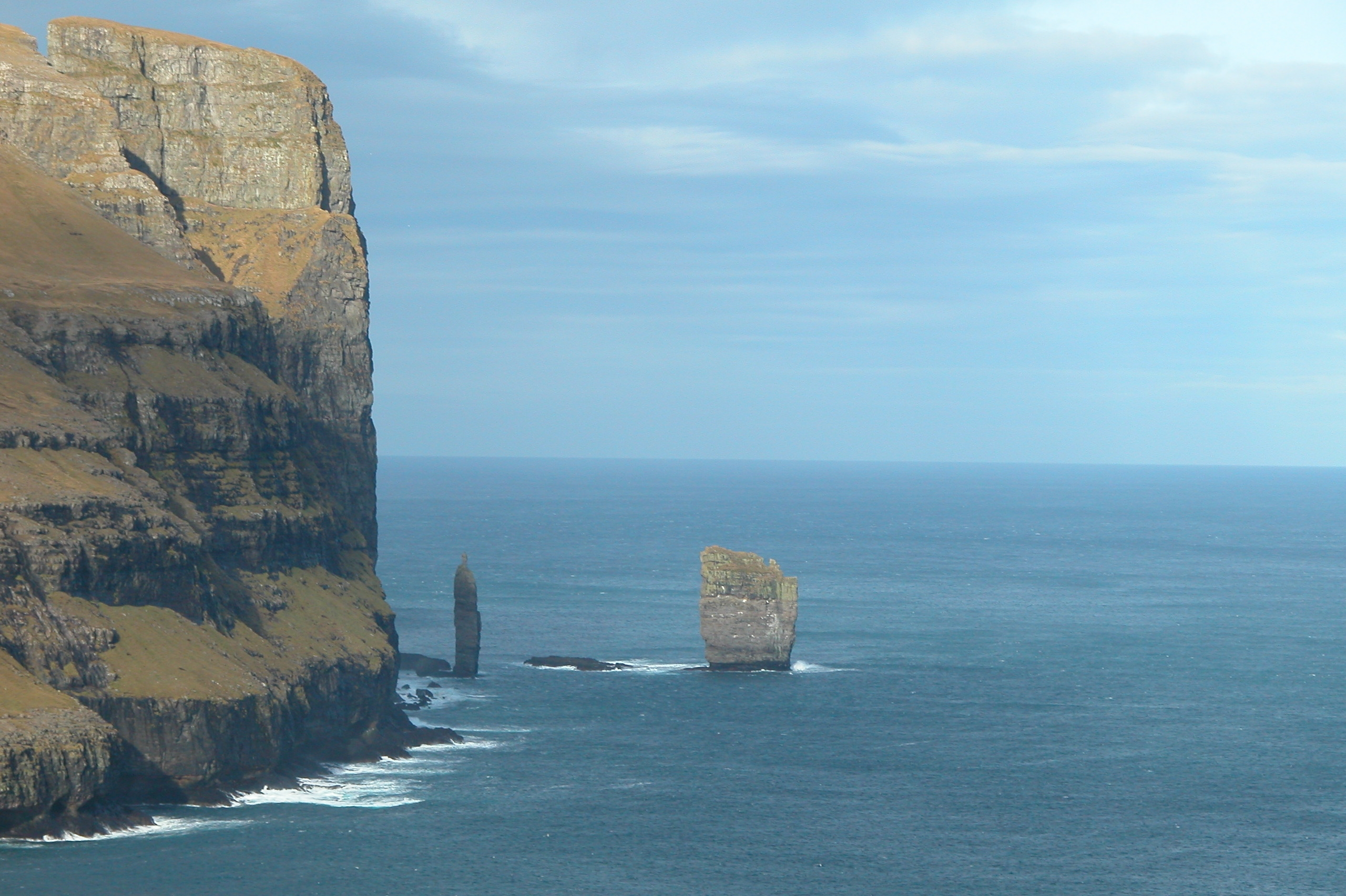
Los farallones Risin y Kellingin.

El pueblo de Eiði se localiza en el norte de Eysturoy, muy cerca donde el Sundini se junta con el Océano Atlántico. El centro del pueblo se sitúa en un istmo que colinda al suroeste con el Sundini, al norte con una bahía que desemboca directamente en el Atlántico, y al oeste con una pequeña península, el sur de la cual está parcialmente ocupado por el crecimiento del pueblo.
El relieve es accidentado, a excepción de algunos valles como el del istmo donde se localiza el pueblo de Eiði. La península al oeste de Eiði presenta un relieve más suave por el sur, pero a medida que se avanza hacia el norte forma un acantilado de 343 m llamado Eiðiskollur, a cuyos pies se encuentran los farallones Risin y Kellingin. Al sur del pueblo, a varios metros sobre el nivel del mar, hay una meseta donde se encuentra el Eiðisvatn, uno de los mayores lagos feroeses, en el cual se han construido dos represas. Más al sur, sobre la costa del Sundini, se encuestan los pequeños poblados de Ljosá y Svínair, en estrechas franjas de terreno entre el mar y las montañas del oriente. Las principales elevaciones del municipio se encuentran al este, en el centro de la isla, y entre ellas se encuentra el Slættaratindur (8882 m), la mayor montaña de las Islas Feroe.
Los municipios limítrofes de Eiði son Runavík y Sundini al este, y Sundini al sur.
De Eiði parte una carretera hacia el sur que corre a lo largo de la costa hacia Ljosá, Svínair y Oyrarbakki. Por el oriente de Eiði hay otra carretera por donde se llega a los pueblos de Funningur y Gjógv atravesando las montañas y pasando justo al lado del Slættaratindur.

## Cultura y deporte
El museo de Eiði ocupa una antigua granja llamada Látralonin y sirve de testimonio sobre cómo era la vida rural en las Feroe durante la segunda mitad del siglo XIX.
La iglesia del pueblo es de piedra y fue construida en 1881. En ocasiones es utilizada como sitio de eventos culturales.
El club de fútbol local es el EB/Streymur, que juega en la primera división feroesa y representa, además de Eiði, al pueblo de Streymnes. Fue fundado en 1993 con la fusión de los clubes Eiðis Bóltfelag (EB) y el Ítróttarfelagið Streymur.